# Miomyrmex
Miomyrmex – wymarły rodzaj mrówek z podrodziny Dolichoderinae.
Obejmuje dwa mioceńskie gatunki, których skamieniałości odnaleziono na terenie Stanów Zjednoczonych:
- Miomyrmex impactus (Cockerell, 1927)
- Miomyrmex striatus Carpenter, 1930